# Rafael Calman

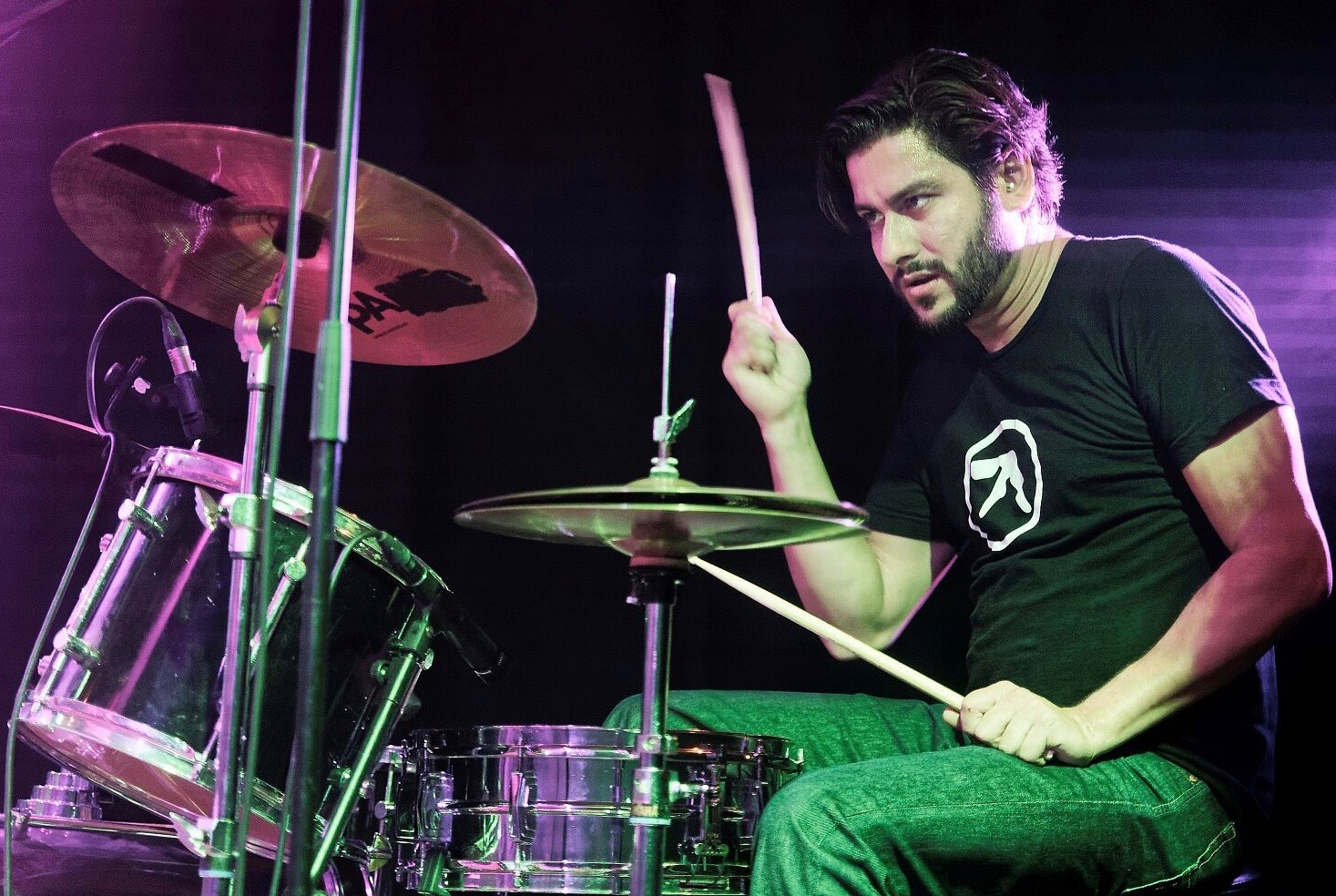
Rafael Calman 2016

Rafael Calman (* 2. Februar 1982 in Siegburg) ist ein französischer Jazzmusiker (Schlagzeug).

## Leben und Wirken
Calman hatte als Jugendlicher Klavierunterricht; er spielte in zahlreichen Bands Schlagzeug. Nach Unterricht am Jazz-Zweig der Musikschule Bonn studierte er von 2006 bis 2012 im Diplomstudiengang Jazz Schlagzeug an der Hochschule für Musik Köln bei Keith Copeland, Michael Küttner und Jonas Burgwinkel und bei Gerry Hemingway und Pierre Favre in Luzern.
Calman legte mit dem Offshore Quintet zwei Alben vor, mit dem Olaf Lind Quartet das Album Drift.  Weiterhin trat er mit Marc Ducret, Manfred Schoof, Gerd Dudek, Florian Ross, Pablo Held, Niels Klein, Henning Berg, Théo Ceccaldi und Matthias Erlewein auf. Er präsentierte sein Spiel auf internationalen Festivals wie dem Moers Festival, den Leverkusener Jazztagen, dem Tremplin Jazz in Avignon, dem Bayerischen Jazzweekend, der Musiktriennale Köln und dem Rheinischen Festival Vive le Jazz. Ferner ist er auf Alben von Island, Gruenewald und Colonel Petrov’s Good Judgement zu hören.

## Preise und Auszeichnungen
Calman war seit 2010 Stipendiat der Yehudi Menuhin Stiftung. 2011 nahm er ein Erasmus-Stipendium des Deutschen Akademischen Austauschdienstes und der Schweizerischen Eidgenossenschaft wahr. Im selben Jahr gewann er den Convento-Jazzpreis NRW.

## Belege
1. ↑  Colonel Petrov's Good Judgement, moers-festival.de vom 3. Juni 2017, abgerufen am 17. Oktober 2017
2. ↑  Gruenwald III (Besprechung; Babyblaue Seiten)

| Personendaten    | Personendaten                          |
| ---------------- | -------------------------------------- |
| NAME             | Calman, Rafael                         |
| KURZBESCHREIBUNG | französischer Jazzmusiker (Schlagzeug) |
| GEBURTSDATUM     | 2. Februar 1982                        |
| GEBURTSORT       | Siegburg                               |